# アンダー・ザ・ウィッシング・ツリー
『アンダー・ザ・ウィッシング・ツリー』（Under the Wishing Tree）は、アメリカ合衆国のロック・ミュージシャン、チャーリー・セクストンが「チャーリー・セクストン・セクステット」名義で1995年に発表したスタジオ・アルバム。

## 背景
ソロ・プロジェクトとしては3作目に当たるアルバムだが、セクストンは前作と本作の間に、アーク・エンジェルス名義のアルバム『アーク・エンジェルス』（1992年）をDGCレコードから発表している。プロデューサーのマルコム・バーンは、本作の制作に関して「チャーリーは、どんなレコードを作ろうとしていたか確信に満ちていた。彼は、大仰で古臭く馬鹿げたレコードは作りたくないと考えていたから、すぐに意気投合したよ」「彼はこの特別なレコードで初めて、単なるギタリストとしての存在を超えた。ヴァイオリン、チェロ、マンドリン、ドラムス等、大半の楽器のアレンジおよび演奏まで手がけた」と語っている。

## 反響・評価
セールス的には成功に至らず、セクストンのアルバムとしては初めてBillboard 200入りを逃した。
キース・A・ゴードンはオールミュージックにおいて5点満点中4点を付け「激しいブルースのリフとスケールの大きなロック・ギターに加えて、アコースティック・フォーク、ニューオーリンズ・ジャズ、更に"Spanish Words"や"Sunday Clothes"といった曲ではケルト音楽からの影響も持ち込まれている」「彼の初期の作品よりも、ソングライティング面での切れが著しく向上している」「若きアーティストが苦しみにもがきながら、さらに高次の成熟を目ざして、音楽的にも詩的にも実験に乗り出していたことを映し出している」と評している。また、『CDジャーナル』のミニ・レビューでは「いろいろな楽器をあやつり、旨味のある歌声を披露し、渋い好アルバムに仕上がっている」と評されている。

## 収録曲
特記なき楽曲はチャーリー・セクストンとトニオ・Kの共作。
1. ネイバーフッド - "Neighborhood" (Charlie Sexton) - 6:09
2. ウィッシング・ツリー - "Wishing Tree" - 5:10
3. アグリー・オール・デイ - "Ugly All Day" - 5:07
4. エヴリワン・ウィル・クロール - "Everyone Will Crawl" - 5:02
5. ビリー - "Billy" (C. Sexton) - 6:14
6. ダーク - "Dark" (C. Sexton, Malcolm Burn, Craig Ross) - 4:30
7. サンデー・クローズ - "Sunday Clothes" (C. Sexton, James McMurtry) - 5:18
8. プレイン・バッド・ラック - "Plain Bad Luck and Innocent Mistakes" - 12:14
9. ホーム・スウィート・ホーム - "Home Sweet Home" - 7:05
10. レイルロード - "Railroad" (C. Sexton, Will Sexton) - 4:20
11. スパニッシュ・ワーズ - "Spanish Words" (C. Sexton) - 6:47
12. ブロークン・ドリーム - "Broken Dream" - 4:52

## 参加ミュージシャン
- チャーリー・セクストン - ボーカル(all songs)、ギター(all songs)、ベース(on #1, #2)、ピアノ(on #2)、ドラムス(on #2)、ヴィオラ(on #2)、チェロ(on #2, #3)、ヴァイオリン(on #3, #4, #12)、マンドリン(on #3)、モーグ・シンセサイザー(on #3)
- マイケル・ラモス - アコーディオン、ピアノ、ハモンドオルガン、キーボード
- ジョージ・レイフ - ベース、バックグラウンド・ボーカル
- ラファエル・ゲイヨル - ドラムス、パーカッション、タブラ
- ウィル・セクストン、クリス・マッケイ - バックグラウンド・ボーカル

アディショナル・ミュージシャン
- エディ・ナビア - チャランゴ(on #2)
- クレイグ・ロス（英語版） - アウトロ・ギター(on #6)